# Мордовское Баймаково
Мордовское Баймаково — деревня в составе  Русско-Баймаковского сельского поселения Рузаевского района Республики Мордовия.

## География
Находится у реки Юнерка на расстоянии примерно 12 км на запад от районного центра города Рузаевка.

## История
Известна с 1869 году как казенная деревня Инсарского уезда из 68 дворов.

## Население
Постоянное население составляло 4 человека (мордва-мокша 100%) в 2002 году, 9 и в 2010 году .